# تقي الدين الواسطي
هو أبو إسحاق إبراهيم بن علي بن أحمد بن فضل الواسطي ثم الدمشقي الحنبلي، شيخ الحديث بالظاهرية بدمشق، كان رجلاً صالحاً عابداً، تفرد بعلو الرواية، ولم يخلف بعده مثله، وقد تفقه ببغداد، ثم رحل إلى الشام، ودرس بالصالحية مدة عشرين سنة، وبمدرسة أبي عمر، وولي في آخر عمره مشيخة الحديث بالظاهرية بعد سفر الفاروثي.
وكان داعية إلى مذهب السلف والصدر الأول، وكان يعود المرضى ويشهد الجنائز ويأمر بالمعروف وينهى عن المنكر.
وقد درّس بعده بالصالحية شمس الدين محمد بن عبد القوى المرداوي، وبدار الحديث الظاهرية شرف الدين عمر بن خواجا إمام الجامع المعروف بالناصح.
توفي يوم الجمعة آخر النهار 24 جمادى الآخرة 692 هـ عن تسعين سنة.